# Cucho Hernández
Juan Camilo Hernández Suárez, sokszor csak Cucho Hernández (Pereira, 1999. április 22. –) kolumbiai válogatott labdarúgó, a spanyol Real Betis csatára.

## Pályafutása

### Klubcsapatokban
Hernández Pereirában született, és 2015-ben csatlakozott a helyi Deportivo csapatához.  2015. április 6-án debütált az első csapatban, 15 éves korában, a Deportes Quindío ellen 2–1-re megnyert bajnokin. 2015. szeptember 5-én szerezte meg első gólját a felnőttek között. Az egész idényben 21 gólt szerzett, ezzel a másodosztályú bajnokság gólkirálya lett.  
2016. december 22-én Hernández a spanyol Granadához igazolt, azonban 2017 nyaráig a kolumbiai América de Cali csapatában játszott kölcsönben. 2017. február 23-án debütált az élvonalban, a Jaguares de Córdoba elleni találkozón.
2017. június 3-án megszerzett első gólját az élvonalban. 
2018. július 8-án a Premier League-ben szereplő Watford FC igazolta le, de egyből kölcsönadták a spanyol másodosztályú Huescának. A 2017–18-as évad során 16 gólt szerzett és feljutáshoz segítette csapatát. Kölcsönszerződését 2018. június 4-én egy évvel meghosszabbították.
2019 júniusában a spanyol élvonalban szereplő RCD Mallorca vette kölcsön egy évre.
2020 augusztusában a Getafe CF jelentette be, hogy kölcsönvette a szezon végégig.
2022 nyarán az észak-amerikai bajniokságban (MLS) szereplő Columbus Crew klubrekordot jelentő 10 millió dollárért szerződtette.

### A válogatottban
A kolumbiai válogatottban 2018. október 16-án mutatkozott be. A Costa Rica ellen 3–1-re megnyert barátságos mérkőzésen a 72. percben csereként állt be Carlos Bacca helyére, majd első labdaérintéséből gólt szerzett és a mérkőzés hosszabbításában megszerezte második gólját is.

## Statisztikái

### Góljai a válogatottban
Az eredmények minden esetben Kolumbia szempontjából értendőek.
| #  | Dátum             | Helyszín                                            | Ellenfél   | Eredmény a gólt követően | Végeredmény | Kiírás              |
| -- | ----------------- | --------------------------------------------------- | ---------- | ------------------------ | ----------- | ------------------- |
| 1. | 2018. október 16. | Red Bull Aréna, Harrison, Amerikai Egyesült Államok | Costa Rica | 2–1                      | 3–1         | Barátságos mérkőzés |
| 2. | 2018. október 16. | Red Bull Aréna, Harrison, Amerikai Egyesült Államok | Costa Rica | 3–1                      | 3–1         | Barátságos mérkőzés |

## Sikerei, díjai
Columbus Crew
- MLS
  - Bajnok (1): 2023

- Leagues Cup
  - Győztes (1): 2024

- Campeones Cup
  - Döntős (1): 2024

- CONCACAF-bajnokok ligája
  - Döntős (1): 2024

Egyéni
- MLS All-Stars: 2024
- MLS – Legjobb XI: 2023, 2024
- MLS – A Hónap Játékosa: 2023 szeptember, 2024 július
- MLS – Kieséses Szakasz Legjobb Játékosa: 2023
- Leagues Cup – Legjobb Játékos: 2024

## További információ
- Cucho Hernández adatlapja a Soccerway oldalon (angolul)
- Cucho Hernández adatlapja a Transfermarkt oldalon (angolul)